# Catherine Murphy (Fälscherin)
Catherine Murphy (* unbekannt; † 18. März 1789) war eine englische Münzfälscherin. Sie war die letzte Frau in England, die offiziell auf dem Scheiterhaufen hingerichtet wurde.

## Leben und Wirken
Catherine Murphy und ihr Mann Hugh Murphy wurden am 10. September 1788 im Old Bailey in London wegen Münzfälschung zum Tode verurteilt. Am Morgen des 18. März 1789 wurden beide zusammen mit weiteren wegen verschiedener Straftaten zum Tode verurteilten Männern im Newgate-Gefängnis hingerichtet.
Die Männer wurden gehängt. Das Gesetz sah jedoch vor, dass zum Tod verurteilte Frauen auf dem Scheiterhaufen verbrannt werden. Catherine Murphy wurde also an den Gehängten vorbei zu ihrem Scheiterhaufen geführt und mit Seilen und einem Eisenring an einen Pfahl am Scheiterhaufen gefesselt. Dabei stand sie auf einem Podest. Nach ihren Gebeten schichtete der Henker William Brunskill Strohbündel um den Scheiterhaufen und zündete diese an.
Laut Sir Benjamin Hammett, dem Sheriff von London, hatte dieser angeordnet, dass Catherine Murphy vor der Verbrennung erwürgt werde. Sie war mit einem Seil um den Hals gefesselt, und das Podest, auf dem sie stand, wurde weggezogen. Erst eine halbe Stunde später wurde der Scheiterhaufen angezündet. Ob sie bei der Verbrennung bereits tot war oder nicht, sie war auf jeden Fall die letzte Frau in England, die offiziell auf dem Scheiterhaufen hingerichtet wurde. Im folgenden Jahr wurde diese Hinrichtungsmethode durch den Treason Act 1790 abgeschafft.